# Slaget vid Coutras
Slaget vid Coutras var ett slag 20 oktober 1587 utanför Coutras nordöst om Bordeaux mellan kungavänliga franska trupper och upproriska hugenotter, ledda av hertigen av Navarra.
1587 hade de franska religionskrigen utvecklats till "de tre Henrikarnas krig": Kung Henrik III av Frankrike, som då lutade åt den katolska sidan, Henrik av Navarra, de franska hugenotternas ledare och den fransk-katolske ledaren Henrik av Guise. 
Vid Coutras mötte en armé under Henrik av Navarras ledning oväntat på en armé under befäl av Henrik III:s gunstling, Anne de Joyeuse. Hertigen av Navarra blev innesluten där två floder sammanflöt men grupperade skickligt sitt infanteri, mestadels hakeskyttar, på vardera flanken i skydda av terränghinder, och det lätta och det tunga kavalleriet i mitten. Hans tre kanoner placerades på vänstra flanken. Joyeuses kavalleri drogs också samman i mitten, men sträcktes ut på en linje, medan hertigen av Navarra grupperade sitt kavalleri i slutna formationer med sex leds djup, mellan vilka placerades hakeskyttar. Medan Joyeuses tunga kavalleri främst var beväpnat med lansar, bar hertigen av Navarras lätta kavalleri främst pistoler och värjor.
Drabbningen avgjordes i mitten när Joyeuses kavalleri fällde lansarna och gick till anfall. Hakeskyttarnas eld hade redan gjort verkan mot det rojalistiska kavalleriet när det skingrades av hugenotternas kavalleri. Tusentals rojalister massakrerades under den flykt som följde. Ingen nåd gavs till de flyende, och hertigen av Joyeuse sköts genom huvudet sedan han kapitulerat. Först efter en längre tid kunde Henrik av Navarra förmå sina trupper att upphöra med slakten av de flyende.